# НОВА-145 (ПОВР)
НОВА-145 је српска против-оклопна вођена ракета коју производи Југоимпорт СДПР. 

## Опис
НОВА је лаки вишенаменски вођени ракетни систем. Ракетни систем НОВА је развијен првенствено за дејствовање против тенкова, оклопних возила, утврђења, командних места, нисколетећих хеликоптера, обалних бродова, индустријских објеката и мостова. Може се користити на било којој одговарајућој платформи укључујући хеликоптере, оклопна возила, мале бродове и пешадију. Систем навођења је заснован на видео/инфрацрвеној технологији, при чему је ракета повезана са лансером преко радио везе.Системи се састоје од пројектила НОВА-145,  контејнера, лансирног механизма, земаљске контролне станице са радио везом. Ракета има карактеристику "Top attack", тј. удара у врх мете, тамо где је најтања.

## Карактеристике
- Максимални непосредни домет: >8 km
- Максимални посредни домет: >4 km
- Минимални домет: 0,5 km
- Пробојност: >1.000 mm РХА након експлозивно-реактивног оклопа
- Средња фаза вођења: ИНС
- Завршно вођење: глава за самонавођење
- Калибар: 145 mm
- Тежина: 26 kg
- Тежина са лансирним контејнером: 35 kg
- Тежина бојеве главе: 6,4 kg
- Тип бојеве главе: тандем кумулативна
- Димензије ракете са контејнером: 300x300x1400mm[2][3][1]

## Корисници
- Србија - У употреби Војске Србије најкасније почетком 2023. године.[4]